# Hockey sur glace aux Jeux olympiques d'hiver de 1994 - Qualifications
Cette page présente les phases de qualifications pour le tournoi des Jeux olympiques de 1994.

## Équipes engagées
Les onze meilleures nations des Championnats du monde de 1993 sont qualifiées directement aux Jeux olympiques.
Pour déterminer la douzième nation, un tournoi qualificatif se déroule du 28 août au 4 septembre 1993 à Sheffield.
Les équipes participant sont les équipes suivantes :
- Grande-Bretagne et  Pologne, deux premières nations du groupe B en 1993
- Lettonie, première nation du groupe C
- Japon, meilleure équipe d'Asie
- Slovaquie, nouvelle équipe internationale à la suite de la partition de la Tchécoslovaquie.

## Tournoi de qualifications olympiques
| Clt   | Équipe          | PJ | V | D | N | BP | BC | Diff | Pts |
| ----- | --------------- | -- | - | - | - | -- | -- | ---- | --- |
| +001, | Slovaquie       | 4  | 3 | 0 | 1 | 25 | 8  | 17   | 7   |
| +002, | Lettonie        | 4  | 3 | 1 | 0 | 22 | 14 | 8    | 6   |
| +003, | Pologne         | 4  | 1 | 1 | 2 | 14 | 16 | -2   | 4   |
| +004, | Japon           | 4  | 1 | 3 | 0 | 11 | 22 | -11  | 2   |
| +005, | Grande-Bretagne | 4  | 0 | 3 | 1 | 9  | 21 | -12  | 1   |

- Qualifié pour le tournoi olympique

| 28 août 1993 | Grande-Bretagne | 2-1 (0–1, 0–0, 2–0) | Pologne | Sheffield |

| 29 août 1993 | Slovaquie | 7-2 (3–1, 2–1, 2–0) | Japon | Sheffield |

| 30 août 1993 | Lettonie | 6-2 (3–0, 1–0, 2–2) | Pologne | Sheffield |

| 30 août 1993 | Grande-Bretagne | 2-4 (0–1, 1–2, 1–1) | Japon | Sheffield |

| 1er septembre 1993 | Slovaquie | 4-4 (2–0, 1–1, 1–3) | Pologne | Sheffield |

| 1er septembre 1993 | Grande-Bretagne | 4-8 (2–1, 2–4, 0–3) | Lettonie | Sheffield |

| 2 septembre 1993 | Lettonie | 1-7 (1–2, 0–3, 0–2) | Slovaquie | Sheffield |

| 2 septembre 1993 | Pologne | 6-4 (0–1, 5–1, 1–2) | Japon | Sheffield |

| 4 septembre 1993 | Japon | 1-7 (0–3, 1–0, 0–4) | Lettonie | Sheffield |

| 4 septembre 1993 | Grande-Bretagne | 1-7 (0–2, 1–3, 0–2) | Slovaquie | Sheffield |